# Ian Ziering
Ian Andrew Ziering (Newark, Nova Jérsia, Estados Unidos em 30 de março de 1964) é um ator americano conhecido pelo papel na série Beverly Hills 90210 como Steve Sanders.

## Início da vida
Ian Ziering nasceu em Newark, Nova Jérsia, o caçula de três meninos de Muriel (1925-1998) e Paul M. Ziering (1921-2008), um educador, líder de orquestra e saxofonista. Ele cresceu em West Orange, Nova Jérsia e tem dois irmãos mais velhos, Jeff e Barry. Ziering é judeu (sua família é da Rússia e da Áustria). Ele se formou na West Orange High School em 1982 e na William Paterson University em 1988.